# حمد النعيمي
حمد مبارك حمد النعيمي عسكري وسياسي بحريني. يشغل حاليا عضوية مجلس الشورى منذ 2002.

## السيرة
ولد النعيمي في مدينة الرفاع الغربي. حصل على دبلوم عسكري من الكويت عام 1975 وماجستير علوم عسكرية من المملكة العربية السعودية عام 1988.
عمل موظف في الديوان الملكي من 1970 إلى 1973. ثم التحق بقوة دفاع البحرين اعتبارا من 1973 تخرج من الكلية العسكرية الكويتية برتبة ملازم ثاني عام 1975. عين قائد فصيل في كتيبة المشاة الأولى ثم عين مرافقا عسكريا لولي العهد آنذاك والملك الحالي حمد بن عيسى بن سلمان آل خليفة عام 1976 وترقى إلى كبير المرافقين العسكريين لولي العهد القائد العام لقوة دفاع البحرين عام 1989 حتى تقاعده برتبة عميد ركن في عام 2002. تم تعيينه عضوا في مجلس الشورى في عام 2002 إلى الآن.

## التكريم
- وسام البحرين من الدرجة الثالثة.
- وسام تقدير الخدمة العسكرية من الدرجة الأولى.
- نوط تحرير الكويت.
- وسام عيسى بن سلمان آل خليفة من الدرجة الثالثة.
- وسام حوار من الدرجة الأولى.